# یلاشنیتسا (لسکوواتس)
یلاشنیتسا (به صربی: Jelašnica) یک منطقهٔ مسکونی در صربستان است که در لسکواس واقع شده‌است. یلاشنیتسا ۲۸۹ نفر جمعیت دارد.